# Старый Буртунай
Старый Буртунай — аул располагался в Гумбете на склонах горы Сувук–Булак, на территории современного Гумбетовского района Дагестана.

## История
Июля по ноябрь 1857 г., Батиевский, Яков Яковлевич состоя при Дагестанском отряде, принял участие в экспедиции для возведения штаб-квартиры дагестанского пехотного полка на месте аула Старый Буртунай.
На место где находится современный с. Буртунай переселились в 1857 году когда рядом с селением построили крепость «Удачное». Это было третье переселение буртунайцев. На военной карте 1899 года отмечены «Б. Укр. Удачное» и «Удачное» на территории нынешнего Гумбетовского района.